# Дива тиква
Дива тиква (Bryonia) е род тревисти многогодишни растения от семейство Тиквови (Cucurbitaceae). В България се срещат два вида: бяла (Bryonia alba) и черна дива тиква (Bryonia dioica).
Бялата дива тиква е разпространена из храсталаци, по влажни места и край реки, като бурен край населени места. Корените са масивни и с причудлива форма. Запарка от корените се използва за медицински цели.
Черната дива тиква е рядък вид и е установяван в България само в Софийско.